# Аэлита, не приставай к мужчинам
«Аэлита, не приставай к мужчинам» — советский художественный фильм по мотивам пьесы-фарса Эдварда Радзинского «Приятная женщина с цветком и окнами на север…».
Необычное имя "Аэлита" (в переводе с "марсианского языка": «видимый в последний раз свет звезды») было придумано А.Н. Толстым в его одноименном фантастическом романе, где героиня была марсианкой. Именно это имя выбрал Радзинский для своей героини, которая "не от мира сего".

## Сюжет
Простодушная Аэлита всегда готова полюбить и высказать свою любовь, чтобы иметь право страдать и жалеть: то странного Апокина, то брачного афериста Скамейкина, то вора и шулера Федю. Из-за своей доверчивости она постоянно оказывается в нелепых ситуациях. Но она продолжает надеяться на счастье, верить в людей, добро, любовь и "выгуливать" свою гераньку, так как окна у нее выходят на север...

## В ролях
- Наталья Гундарева — Аэлита Ивановна Герасимова
- Валентин Гафт — Василий Иванович Скамейкин, брачный аферист
- Александр Кузнецов — Федя Сидоров, шулер
- Валентин Смирнитский — Апокин, бывший сожитель
- Борис Щербаков — Инспектор

## Съёмочная группа
- Автор сценария: Станислав Андреевский
- Режиссёр: Георгий Натансон
- Операторы: Сергей Вронский, Владимир Мясников
- Художники: Александр Бойм, Александр Макаров
- Композитор: Микаэл Таривердиев
- Романс на стихи М. Цветаевой исполняет Елена Камбурова.